# Eusama amanda
Eusama amanda är en insektsart som beskrevs av Ball 1909. Eusama amanda ingår i släktet Eusama och familjen dvärgstritar. Inga underarter finns listade i Catalogue of Life.